# Chusquea amistadensis
Chusquea amistadensis är en gräsart som beskrevs av L.G.Clark, Davidse och R.P. Ellis. Chusquea amistadensis ingår i släktet Chusquea och familjen gräs. Inga underarter finns listade i Catalogue of Life.